# Andersson Ridge
Andersson Ridge ist ein 6,5 km langer Bergkamm im ostantarktischen Viktorialand. Er ragt in der südlichen Eisenhower Range auf und bildet dort die Nordwand des Reeves-Gletschers zwischen den Einmündungen des Anderton- und des Carnein-Gletschers.
Der United States Geological Survey kartierte ihn anhand eigener Vermessungen und mithilfe von Luftaufnahmen der United States Navy zwischen 1955 und 1963. Das Advisory Committee on Antarctic Names benannte ihn nach Lars E. Andersson, schwedischer Forscher der kosmischen Strahlung auf der Amundsen-Scott-Südpolstation im antarktischen Winter 1966.